# Shelby Charter Township
Shelby Township (officiellement Shelby Charter Township) est un township (canton) situé dans l’État américain du Michigan. C'est une banlieue de Détroit. Sa population était de 73 804 habitants en 2010.

## Personnalités nées à Shelby Township
- Kyle Connor, joueur de hockey sur glace des Jets de Winnipeg